# Elecciones al Parlamento Europeo de 2024 (Grecia)
Las elecciones al Parlamento Europeo de 2024 en Grecia se celebraron el 9 de junio de 2024. Fueron las primeras elecciones en tener lugar después del Brexit.

## Antecedentes
Grecia eligió a 21 miembros del Parlamento Europeo.
Al partido ultraderechista Espartanos se le prohibió participar en las elecciones, una acción que fue respaldada por Nueva Democracia, PASOK, Nueva Izquierda y Syriza, mientras que fue rechazada por Afroditi Latinopoulou y su partido Voz de la Razón.

### Controversias
A principios de marzo de 2024, los griegos que vivían en el extranjero recibieron un correo electrónico promocional de la eurodiputada y candidata a la Nueva Democracia Anna-Michelle Assimakopoulou, que desencadenó una ola de críticas de que la ley sobre la protección de datos personales había sido violada y que los datos sobre los votantes postales habían sido transmitidos ilegalmente por el Ministerio del Interior.

## Resultados
| Candidatura                                                                 | Candidatura                                                                 | Votos     | %      | Escaños |
| --------------------------------------------------------------------------- | --------------------------------------------------------------------------- | --------- | ------ | ------- |
|                                                                             | Nueva Democracia (ND)                                                       | 1,125,602 | 28,31  | 7       |
|                                                                             | Coalición de la Izquierda Radical (SYRIZA)                                  | 593,133   | 14,92  | 4       |
|                                                                             | PASOK - Movimiento para el Cambio (KINAL)                                   | 508,399   | 12,79  | 3       |
|                                                                             | Solución Griega (EL)                                                        | 369,727   | 9,30   | 2       |
|                                                                             | Partido Comunista de Grecia (KKE)                                           | 367,796   | 9,25   | 2       |
|                                                                             | Victoria (NIKI)                                                             | 173,574   | 4,37   | 1       |
|                                                                             | Curso de la Libertad (PE)                                                   | 135,310   | 3,40   | 1       |
|                                                                             | Voz de la Razón (FL)                                                        | 120,753   | 3,04   | 1       |
| Frente Europeo de Desobediencia Realista (MeRA25)                           | Frente Europeo de Desobediencia Realista (MeRA25)                           | 101,127   | 2,54   | 0       |
| Nueva Izquierda (NA)                                                        | Nueva Izquierda (NA)                                                        | 97,554    | 2,45   | 0       |
| Demócratas (Dimokrátes)                                                     | Demócratas (Dimokrátes)                                                     | 57,496    | 1,45   | 0       |
| Patriotas (Patriótes)                                                       | Patriotas (Patriótes)                                                       | 56,100    | 1,41   | 0       |
| Kosmos                                                                      | Kosmos                                                                      | 42,762    | 1,08   | 0       |
| Yo Participo por la Soberanía Nacional y Chipre                             | Yo Participo por la Soberanía Nacional y Chipre                             | 30,600    | 0,77   | 0       |
| Partido de la Amistad, la Igualdad y la Paz (KIEF)                          | Partido de la Amistad, la Igualdad y la Paz (KIEF)                          | 28,470    | 0,72   | 0       |
| Movimiento Verde                                                            | Movimiento Verde                                                            | 26,555    | 0,67   | 0       |
| Juntos por una Grecia Libre                                                 | Juntos por una Grecia Libre                                                 | 20,816    | 0,52   | 0       |
| Frente de la Izquierda Anticapitalista Griega (Antarsya)                    | Frente de la Izquierda Anticapitalista Griega (Antarsya)                    | 20,603    | 0,52   | 0       |
| Creación (Dimiourgía)                                                       | Creación (Dimiourgía)                                                       | 14,024    | 0,35   | 0       |
| Frente Popular Unido (EPAM)                                                 | Frente Popular Unido (EPAM)                                                 | 13,816    | 0,35   | 0       |
| Movimiento 21                                                               | Movimiento 21                                                               | 12,449    | 0,31   | 0       |
| Unión de Centristas (EK)                                                    | Unión de Centristas (EK)                                                    | 10,933    | 0,27   | 0       |
| Conservadores                                                               | Conservadores                                                               | 10,146    | 0,26   | 0       |
| Concentración Popular Ortodoxa (LAOS)                                       | Concentración Popular Ortodoxa (LAOS)                                       | 9,936     | 0,25   | 0       |
| Frente Nacional (EM)                                                        | Frente Nacional (EM)                                                        | 7,572     | 0,19   | 0       |
| Asamblea de los Griegos                                                     | Asamblea de los Griegos                                                     | 6,980     | 0,18   | 0       |
| Partido Marxista-Leninista de Grecia (M-L KKE)                              | Partido Marxista-Leninista de Grecia (M-L KKE)                              | 6,836     | 0,17   | 0       |
| Movimiento de la Independencia Nacional                                     | Movimiento de la Independencia Nacional                                     | 2,465     | 0,06   | 0       |
| Organización de Comunistas Internacionalistas de Grecia (OKDE)              | Organización de Comunistas Internacionalistas de Grecia (OKDE)              | 1,973     | 0,05   | 0       |
| Organización para la Reconstrucción del Partido Comunista de Grecia (OAKKE) | Organización para la Reconstrucción del Partido Comunista de Grecia (OAKKE) | 1,615     | 0,04   | 0       |
| Red de la Diáspora de Griegos Europeos                                      | Red de la Diáspora de Griegos Europeos                                      | 963       | 0,02   | 0       |
| Total                                                                       | Total                                                                       | 3,976,085 | 100,00 | 21      |